# Bajo Calima
Bajo Calima es un centro poblado ubicado en el Corregimiento I - Bajo Calima en el distrito colombiano de Buenaventura. Ubicado a orillas del rio Calima. 

## Geografía
Bajo Calima se encuentra en una zona de clima cálido y húmedo haciendo parte de la región del Chocó biogeográfico; posee una flora tropical con una alta diversidad de especies. El área recibe 7000-8000 mm de precipitación anual.